# Spanische Fußballnationalmannschaft der Frauen/Olympische Spiele
Der Artikel beinhaltet eine ausführliche Darstellung der spanischen Fußballnationalmannschaft der Frauen bei den Olympischen Sommerspielen. Spanien konnte sich 2024 erstmals für das olympische Fußballturnier der Frauen qualifizieren.

## Die Nationalmannschaft bei den Olympischen Spielen

### Übersicht
| Olympische Spiele in | Teilnahme bis …    | Gegner      | Ergebnis | Trainer     | Bemerkungen und Besonderheiten |
| -------------------- | ------------------ | ----------- | -------- | ----------- | --- |
| Atlanta 1996         | nicht qualifiziert |             |          |             | In der WM-Qualifikation an England gescheitert. |
| Sydney 2000          | nicht qualifiziert |             |          |             | In der WM-Qualifikation an Schweden, der Ukraine und Island gescheitert. |
| Athen 2004           | nicht qualifiziert |             |          |             | In der WM-Qualifikation an Russland, Island und Italien gescheitert. |
| Peking 2008          | nicht qualifiziert |             |          |             | In der WM-Qualifikation an Dänemark und Finnland gescheitert. |
| London 2012          | nicht qualifiziert |             |          |             | In der WM-Qualifikation an England gescheitert. |
| Rio de Janeiro 2016  | nicht qualifiziert |             |          |             | Als Gruppenvierter bei der WM 2015 die Qualifikation verspielt. |
| Tokio 2020           | nicht qualifiziert |             |          |             | Spanien schied bei der WM 2019 im Achtelfinale gegen die USA aus. Da sich sieben europäische Mannschaften für das Viertelfinale qualifizierten, verpasste Spanien die Qualifikation. |
| Paris 2024           | Spiel um Platz 3   | Deutschland | 4. Platz | Montse Tomé | Als Sieger der UEFA Women’s Nations League 2023/24 qualifiziert |

## Die Turniere

### Olympia 1996 in Atlanta
Für das erste olympische Fußballturnier der Frauen waren neben Gastgeber USA nur die weiteren sieben besten Mannschaften der WM 1995 bzw. Brasilien für die nicht startberechtigten Engländerinnen qualifiziert. Da Spanien in der WM-Qualifikation in der Gruppenphase nur den zweiten Platz hinter England belegt hatte, hatten sie die Qualifikation für die WM und damit die Möglichkeit der Qualifikation für die Olympischen Spiele verpasst.

### Olympia 2000 in Sydney
Auch für das zweite olympische Turnier der Frauen waren neben Gastgeber Australien nur die weiteren sieben besten Mannschaften der WM 1999 qualifiziert. Spanie hatte diesmal in der WM-Qualifikation sogar nur den vierten Platz hinter Schweden, der Ukraine und Island belegt, wobei nur gegen Island zwei Remis gelangen, und damit erneut die Möglichkeit der Qualifikation für die Olympischen Spiele verpasst.

### Olympia 2004 in Athen
In der Qualifikation für die WM 2003 belegten die Spanierinnen hinter Russland, Island und Italien nur den letzten Platz und hatten somit wieder keine Chance sich als eine der zwei besten europäischen WM-Teilnehmer für die Olympischen Spiele zu qualifizieren.

### Olympia 2008 in Peking
In der Qualifikation für die WM 2007 belegten die Spanierinnen hinter Dänemark und Finnland nur den dritten Platz und hatten somit wieder keine Chance sich als eine der drei besten europäischen WM-Teilnehmer für die Olympischen Spiele zu qualifizieren.

### Olympia 2012 in London
In der Qualifikation für die WM 2011 scheiterte Spanien an England und hatte somit wieder keine Chance sich als eine der zwei besten europäischen WM-Teilnehmer für die Olympischen Spiele zu qualifizieren.

### Olympia 2016 in Rio de Janeiro
Im Herbst 2014 qualifizierten sich die Spanierinnen erstmals für eine WM-Endrunde, scheiterten dort aber in der Gruppenphase durch ein 1:1 gegen Costa Rica und Niederlagen gegen Brasilien (0:1) und Südkorea (1:2), womit die Amtszeit von Nationaltrainer Ignacio Quereda nach 27 Jahren und 138 Spielen endete. Ihm folgte der U-19-Trainer Jorge Vilda.

### Olympia 2020 in Tokio
Spanien schied bei der WM 2019 im Achtelfinale gegen Titelverteidiger USA aus. Da sieben europäische Mannschaften das Viertelfinale erreichten, waren die Spanierinnen nicht eine der drei besten Mannschaften bei der WM und verpassten somit die Qualifikation.

### Olympia 2024 in Paris
Erstmals diente für die europäischen Mannschaften nicht das Abschneiden bei der vorherigen WM als Qualifikation, sondern die erstmals ausgetragene UEFA Women’s Nations League 2023/24. Somit waren die Spanierinnen als Weltmeister von 2023 nicht automatisch qualifiziert. Trotz des Titelgewinns wurde Nationaltrainer Vilda im Rahmen der Kontroverse um Luis Rubiales entlassen. In der Nations League ging unter der neuen Nationaltrainerin Montserrat Tomé in Liga A nur das Auswärtsspiel gegen Italien verloren. Die Mannschaft wurde mit fünf Siegen aber Gruppensieger und konnte auch das Halbfinale des Final Four Turnieres gegen die Niederländerinnen gewinnen und sich damit erstmals das Ticket für die Olympischen Spiele sichern. Das Finale gegen die als Olympia-Gastgeberinnen qualifizierten Französinnen wurde ebenfalls gewonnen. Bei der Gruppenauslosung für das Turnier in Frankreich waren sie zusammen mit Gastgeber Frankreich und Rekordolympiasieger USA in Topf 1 und als Gruppenkopf gesetzt. Zugelost wurden Japan, Rekordafrikameister Nigeria und Rekordsüdamerikameister Brasilien. Die Spanierinnen gewannen die drei Gruppenspiele und trafen als Gruppensiegerinnen im Viertelfinale erstmals auf Kolumbien. Die Spanierinnen gerieten bereits in der 12. Minute mit 0:1 in Rückstand und mussten in der 52. Minute das zweite Gegentor hinnehmen. In der 79. Minute gelang dann der 14 Minuten zuvor eingewechselten Jennifer Hermoso der Anschlusstreffer und in der siebten Minute der Nachspielzeit Kapitänin Irene Paredes noch der Ausgleich. Nach einer torlosen Verlängerung konnte Torhüterin Cata Coll im Elfmeterschießen zwei Elfmeter halten und da vier ihrer Mitspielerinnen erfolgreich waren, erreichten sie das Halbfinale. Hier trafen sie wieder auf die Brasilianerinnen, die in ihrem Viertelfinale Gastgeber Frankreich ausschalteten. Durch ein Eigentor von Kapitänin Irene Paredes gerieten sie bereits nach 6 Minuten in Rückstand und kassierten in der Nachspielzeit der ersten Halbzeit ein weiteres Gegentor. In der 71. Minute gelang den Brasilianerinnen nach einem Konter ein weiteres Tor. Zwar gelang in der 85. Minute ein Tor, aber in der ersten Minute der Nachspielzeit wurde der Abstand von drei Toren wieder hergestellt. Zwar drängten die Spanierinnen weiter auf eine Ergebniskorrektur, es gelang aber nur noch ein zweites Tor zum 2:4-Endstand. Im Spiel um Platz 3 trafen sie auf Deutschland, das mit 0:1 nach Verlängerung gegen die USA verlor. Auch dieses Spiel konnten die Spanierinnen nicht gewinnen. In der 65. Minute gerieten sie durch einen verwandelten Foulelfmeter mit 0:1 in Rückstand. Sie drängten dann auf den Ausgleich und bekamen in der Nachspielzeit auch einen Strafstoß zugesprochen. Alexia Putellas scheiterte aber an der deutschen Torhüterin, so dass es der vierte Platz wurde.

## Spiele
| Nr. | Datum      | Ergebnis             | Gegner      | Austragungsort  | A/H/* | Anlass           | Bemerkung                          |
| --- | ---------- | -------------------- | ----------- | --------------- | ----- | ---------------- | ---------------------------------- |
| 1   | 25.07.2024 | 2:1                  | Japan       | Nantes (FRA)    | *     | Vorrunde         |                                    |
| 2   | 28.07.2024 | 1:0                  | Nigeria     | Nantes (FRA)    | *     | Vorrunde         | Erstes Spiel gegen Nigeria         |
| 3   | 31.07.2024 | 2:0                  | Brasilien   | Bordeaux (FRA)  | *     | Vorrunde         |                                    |
| 4   | 03.08.2024 | 2:2 n. V.; 4:2 i. E. | Kolumbien   | Lyon (FRA)      | *     | Viertelfinale    | Erstes Spiel gegen Kolumbien       |
| 5   | 06.08.2024 | 2:4                  | Brasilien   | Marseille (FRA) | *     | Halbfinale       | Höchste Niederlage gegen Brasilien |
| 6   | 09.08.2024 | 0:1                  | Deutschland | Lyon (FRA)      | *     | Spiel um Platz 3 |                                    |

Anmerkung: Fett gesetzte Mannschaften sind aktuelle Kontinentalmeister